# Альошина Тамара Іванівна
Тамара Іванівна Альошина (рос. Тамара Ивановна Алёшина; 10 травня 1919, Петроград — 21 вересня 1999, Санкт-Петербург) — радянська актриса.

## Біографія
Народилася 10 травня 1919 року в Петрограді (тепер Санкт-Петербург, Росія). У 1940 році закінчила Ленінградський театральний інститут. У 1940-1995 роках служила в Ленінградському театрі імені Пушкіна (Олександрійський театр). Дебютувала в ролі Параші в п'єсі О. М. Островського «Гаряче серце». В основному виконувала лірико-побутові та характерні ролі російських жінок. З 1940 року знімалася в кіно, дебютувавши у фільмі «Приятелі» режисера Михайла Гавронського. Далі були роботи ще в декількох військових картинах.
Померла в 21 вересня 1999 року в Санкт-Петербурзі. Похована на Волковському православному цвинтарі. На її могилі вказано:

Виконавиця ролі льотчика Маші Свєтлової в кінокартині «Небесний тихохід».

## Творчість
- 1940 — Приятелі —  Ірина
- 1941 — Фронтові подруги —  Зіна Маслова, дружинниця
- 1941 — Подруги, на фронт! (короткометражний) —  Зіна
- 1944 — Морський батальйон —  Галя, наречена Сергія Маркіна
- 1945 — Небесний тихохід —  старший лейтенант Маша Свєтлова
- 1953 — Альоша Птицин виробляє характер —  Наталя Федорівна, мама Альоші, лікар
- 1953 — Гаряче серце —  Параша Курослепова
- 1955 — Михайло Ломоносов —  імператриця Єлизавета Петрівна
- 1955 — Таланти і шанувальники —  Ніна Василівна Смельская, актриса
- 1956 — Одна ніч —  Варя
- 1956 — Пригоди Артемки —  Мотя
- 1957 — Ластівка —  Віра Степанівна
- 1958 — Повість наших днів —  Оксана Синьоока
- 1959 — Підводні рифи —  Лідія
- 1960 — Переможець (короткометражний) —  Віра Сергіївна
- 1960 — Літак йде в 9 —  Ксенія Головко
- 1960 — Третя, патетична (фільм-спектакль) —  Настя, дочка Гвозділіна
- 1963 — Зачарований мандрівник —  Євгенія Семенівна, цивільна дружина князя
- 1964 — Діти Ванюшина —  Людмила
- 1965 — Обломов —  Агафія Матвіївна Пшеніцина
- 1965 — Старі друзі —  Єлизавета Іванівна
- 1981 — Фамільна реліквія —  Тамара Михайлівна
- 1984 — Перегін —  мати Вольнова
- 1984 — Букет мімози й інші квіти —  епізод

озвучування
- 1960 — «Сім'я Мяннард» —  Маалі

## Відзнаки
- Заслужена артистка РРФСР з 22 червня 1957 року;
- Нагороджена орденом «Знак Пошани» (28 січня 1982)[2].